# 우아르글라주

우아르글라주

우아르글라주(아랍어: ولاية ورقلة)는 알제리 동부에 위치한 주로, 주도는 우아르글라이며 면적은 211,980km2, 인구는 552,539명(2008년 기준)이다.